# Diocèse de Tianjin
Le diocèse de Tientsin ou de Tianjin (en latin: Diocoesis Tienzinensis) est un siège de l'Église catholique situé à Tientsin, ou Tianjin, en Chine. Le siège est aujourd'hui vacant (sede vacante).

## Historique
- 19-21 juin 1870: massacre de Tientsin contre les missions catholiques
- 27 avril 1912:création du vicariat apostolique du Tché-Li maritime, détaché du vicariat apostolique du Tché-Li septentrional (aujourd'hui partie de l'archidiocèse de Pékin).
- 3 décembre 1924: renommé vicariat apostolique de Tientsin
- 11 avril 1946: élevé au rang de diocèse par la bulle Quotidie Nos de Pie XII[1].
- Au début des années 1980, lorsque le culte chrétien a de nouveau été permis, l'évêque Joseph Li-Side nommé par Rome, comme tous les évêques, n'a pas été reconnu par le gouvernement communiste chinois qui l'assigne à résidence en 1982 avec interdiction de célébrer en public. Celui a nommé à la place Li Depei (ordonné prêtre en 1958) par le biais de l'Église dite patriotique. L'évêque coadjuteur de Joseph Li Side, Joseph Shi Hongchen, décide de rejoindre l'association patriotique en 1991 (date de la mort de Joseph Li Side). Il est décédé en mars 2005.

## Ordinaires
- Paul-Marie Dumond, cm, 27 avril 1912 - 21 juillet 1920, nommé vicaire apostolique du Hiang-Hsi, également évêque titulaire de Curubis (de)
- Jean de Vienne de Hautefeuille, cm, 12 juillet 1923 - 14 juin 1951, à la retraite
- Jean Tchang Bide, administrateur apostolique, 1951 - 13 février 1953
- Alphonse Tchao, administrateur apostolique, 1953 - 1981
- Joseph Li Side, 1981 - 1991, décédé

## Cathédrale
La cathédrale du diocèse est la cathédrale Saint-Joseph de Tientsin, construite par les lazaristes français. Un prêtre lazariste philippin s'occupe depuis 2009 de la communauté des expatriés anglophones, pour laquelle il célèbre la messe le dimanche.

## Statistiques
Le diocèse comptait en 1950, sur une population de 3 600 000 habitants, 50 000 baptisés pour vingt-trois paroisses. Elles étaient desservies par vingt-neuf prêtres diocésains, cinquante-cinq religieux et cent vingt-deux religieuses.

## Source
- Annuaire pontifical, 2002